# Anita Ekberg
Kerstin Anita Marianne Ekberg (Malmo, 29 de setembro de 1931 — Rocca di Papa, 11 de janeiro de 2015) foi uma atriz, miss, modelo e cultuada sex symbol sueca da década de 1960, assim conhecida após sua aparição no filme La dolce vita, obra-prima do cineasta italiano Federico Fellini.

## Modelo e Miss
Ekberg começou a trabalhar como modelo para revistas de moda na adolescência e, em 1950, com o incentivo da mãe, participou e venceu o concurso de Miss Malmö, da sua cidade, sendo depois eleita Miss Suécia de 1951. Foi então para os Estados Unidos representar o país no Miss Universo, em Long Beach.
Apesar de não vencer o concurso, ficou entre as seis finalistas, o que lhe garantia um contrato como starlet da Universal Studios, como parte do prêmio do concurso na época. Nos Estados Unidos, Ekberg conheceu Howard Hughes, milionário produtor de filmes, que a convidou a trabalhar para ele mas queria que ela trocasse de nome e fizesse plástica no nariz e nos dentes. Howard dizia que 'Ekberg', nome sueco, era difícil de pronunciar para o americano comum. Ela entretanto recusou-se a mudar de nome, dizendo que se ficasse famosa, iam aprender a pronunciá-lo e caso não ficasse, o nome não teria qualquer importância. Como contratada do estúdio, ela passou a receber aulas de interpretação, dança, locução, hipismo e esgrima.
A combinação da beleza física e a agitada vida particular e social de Ekberg logo a transformaram numa pin-up e em presença constante nas páginas de revistas mundanas e masculinas dos meios de comunicação norte-americanos, o que a tornou uma das maiores pin-ups dos anos 50.

## Cinema
Ekberg ganhou certa fama nos Estados Unidos após uma turnê feita com o comediante Bob Hope, em que substituiu Marilyn Monroe, doente, transmitida nacionalmente pela televisão. Na metade da década, começou a trabalhar para outros estúdios e foi contratada pela Paramount Pictures para trabalhar com Jerry Lewis e Dean Martin em Artistas e Modelos (1955) e  Ou Vai Ou Racha que lhe deram grande projeção popular. No mesmo ano, foi para a Europa filmar com o diretor King Vidor, na versão de Guerra e Paz, em que fez o segundo papel feminino depois de Audrey Hepburn.
Depois de alguns filmes menores até o fim da década, finalmente teve a chance de fazer o filme que a tornaria um ícone, quando foi convidada por Federico Fellini para viver Sylvia, famosa atriz sueco-americana em La dolce vita. O filme foi um grande sucesso de público e crítica a sua cena noturna na Fontana di Trevi, banhando-se num vestido de noite negro, tornou-se um dos mais icônicos momentos da história do cinema.´
O sucesso de La dolce vita levou-a a estrelar Boccaccio 70 com Sophia Loren e Romy Schneider e mais dois filmes testemunhais com Fellini em anos seguintes, I clowns (1970) e Intervista (1987), novamente com Mastroianni, onde representa a si mesma. Nos últimos anos, suas aparições na tela, esporádicas, têm sido apenas em pequenos filmes europeus e na televisão italiana.

## Vida pessoal

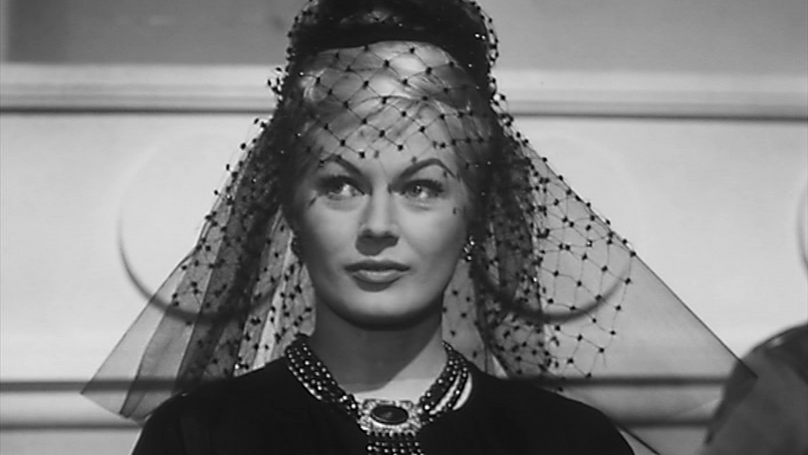
A atriz em uma cena do filme "A Porte Chiuse", de 1961.

Ekberg teve uma vida amorosa agitada, casando-se duas vezes, a primeira com o ator britânico Anthony Steel (1956-1959) e depois com Rik van Nutter (1963-1976) mais conhecido pelo papel de Felix Leiter, o contato norte-americano na CIA de James Bond, em 007 contra a Chantagem Atômica (1965). Envolvida romanticamente por três anos com o milionário italiano Gianni Agnelli, dono da Fiat e seu grande amor, com quem sempre desejou ter um filho sem conseguir, ela, afastada do cinema, viveu muito anos numa "villa" ao sul de Roma,. tendo voltado poucas vezes à sua Suécia natal.

## Morte
Ekberg morreu em 11 de janeiro de 2015, aos 83 anos de idade, na clínica San Raffaele em Rocca di Papa, em Castelli Romani, Itália, devido a complicações de doenças duradouras. O funeral de Ekberg foi realizado em 14 de janeiro de 2015, no Christuskirche Luterano-Evangélico em Roma, após o qual seu corpo foi cremado e seus restos foram enterrados no cemitério da Igreja de Skanör na Suécia.